# Jean de Hollande
Jean de Hollande was een componist uit de Zuidelijke Nederlanden, die leefde in de eerste helft van de 16e eeuw.
Van zijn leven is vrijwel niets bekend. Zijn opleiding zou hij gekregen hebben aan de Sint-Donaaskathedraal te Brugge, al waar hij zich in 1538 verbond aan het Sint-Salvatorskathedraal. In 1541 werd hij benoemd tot zangmeester aan Sint-Donaas. Hij zou in 1544 zijn ontslagen vanwege wangedrag, maar kwam later toch weer even op de loonlijst voor.
Van hem zijn chansons en motetten bekend.
Hij is in het verleden verward met de Dordtenaar Christian Hollander, een uitgever zou werken van de twee door elkaar hebben gehaald. In de 21e eeuw werd dat ontrafeld en werd ingeschat dat als er al een familieband tussen de twee is, Jean wellicht de vader zou zijn van Christian (Janszoon) Hollander. De twee muzikale levens sluiten namelijk op elkaar aan. Jean verdwijnt rond 1545 uit de boeken, terwijl Christian rond 1549 voor het eerst wordt vermeld.
- Gemeinsame Normdatei: 133543609
- Library of Congress Control Number: no95016000
- MusicBrainz: f78a1084-1767-4edf-8661-c73d9adbb827
- Virtual International Authority File: 42105295